# Убивство Генерала Грязнова (фільм, 1921)
«Убивство Генерала Грязнова» (рос. «Убийство Генерала Грязнова», інша назва «Арсен Джорджиашвілі») — грузинський радянський художній фільм 1921 року кінорежисера  Івана Перестіані.

## Сюжет
1905 рік. Новини про поразку царизму в російсько-японській війні змусили грузинський пролетаріат згуртувати ряди для боротьби з самодержавством. У залізничному депо спалахує страйк, підтриманий робітниками інших підприємств. Генерал Грязнов на терміновій нараді у керівника пропонує вивезти з міста благонадійну частину населення і отримати свободу дій для розправи з робітниками. Робітники, у помсту за арешт одного з революціонерів, вирішують убити генерала Грязнова. Акт помсти повинен здійснити Арсен Джорджиашвілі.

## Актори
- Михайло Чіаурелі — Арсен Джорджиашвілі
- Іван Перестіані — Воронцов-Дашков
- Аліса Кікадзе — Ніно
- Ніно Долідзе — сестра Арсена
- Елізабет Черкезішвілі — мати Арсена
- Н. Ячмєнов — генерал Грязнов
- Іван Кручіні — Тімофєєв
- Н. Окуджава — маленька дівчинка
- Олександр Імедашвілі — робітник-революціонер
- Коте Мікаберідзе — робітник-революціонер
- M. Дієвський — керівник поліції
- Валіко Гуніа — генерал
- Васо Абашидзе — генерал
- Георгій Кетіладзе — робітник
- Д. Погромський — секретний агент поліції
- Георгій Давіташвілі